# Susanne Fast Jensen
Susanne Fast Jensen (født 16. januar 1951 i Kalundborg) er en dansk politiker som var medlem af Folketinget for Socialdemokratiet i 1999. Hun indtrådte 28. januar 1999 som afløser for Ove Fich da han forlod Folketinget, men udtrådte igen allerede 5. oktober 1999 og blev selv afløst af Niels Bloch Jespersen. Jensen var viceborgmester Ramsø Kommune fra 1990 til 1999.

## Opvækst, uddannelse og erhverv
Susanne Fast Jensen blev født i 1951 i Kalundborg som datter af grønthandler Kjeld Fast Jensen og grønthandler Rigmor Fast Jensen.
Hun studerede biologi på Københavns Universitet fra 1972 til 1980 og gennemførte 1. og 2. del. Hun tog en naturvejlederuddannelse på Holbæk Seminarium i 1984. Desuden har hun supplerende uddannelse i Køn, Kommunikation, Kultur fra Aarhus Universitet 1993-1995 og i Voksenpædagogik fra Københavns Universitet 1998. Hun har også en MPA (Master of Public Administration) fra CBS i 2001.
Fast Jensen var vikar på folkeskolde "Peder Syv Skolen" i Viby Sjælland 1978-1980, og derefter hjemmehjælper i Solrød Kommune 1980-1984. Hun var konsulent i Husligt Arbejderforbund 1984-1992, konsulent ved FIU Centret (Fagbevægelsens Interne Uddannelse) 1992-1996 og uddannelseskonsulent i LO fra 1996.

## Politisk karriere
Fast Jensen var medlem af byrådet og viceborgmester i Ramsø Kommune fra 1990 til 1999.
I 1990 blev hun folketingskandidat for Socialdemokratiet i Lejrekredsen. Hun opnåede aldrig direkte valg til Folketinget, men havde flere perioder som midlertidig folketingsmedlem:
- Stedfortræder for Klaus Hækkerup 29. oktober 1996 – 25. november 1996
- Stedfortræder for Ove Fich, 14. april 1998 – 1. juni 1998
- Stedfortræder for Helen Beim, 27. oktober 1998 – 20. november 1998

Fast Jensen blev folketingsmedlem 28. januar 1999 da Ove Fich udtrådte af Folketinget. Hun udtrådte selv 5. oktober 1999 og blev afløst af Niels Bloch Jespersen.